# Tylawa
Tylawa (lemkisch und ukrainisch Тилява) ist eine Ortschaft mit einem Schulzenamt der Gemeinde Dukla im Powiat Krośnieński der Woiwodschaft Karpatenvorland, Polen.

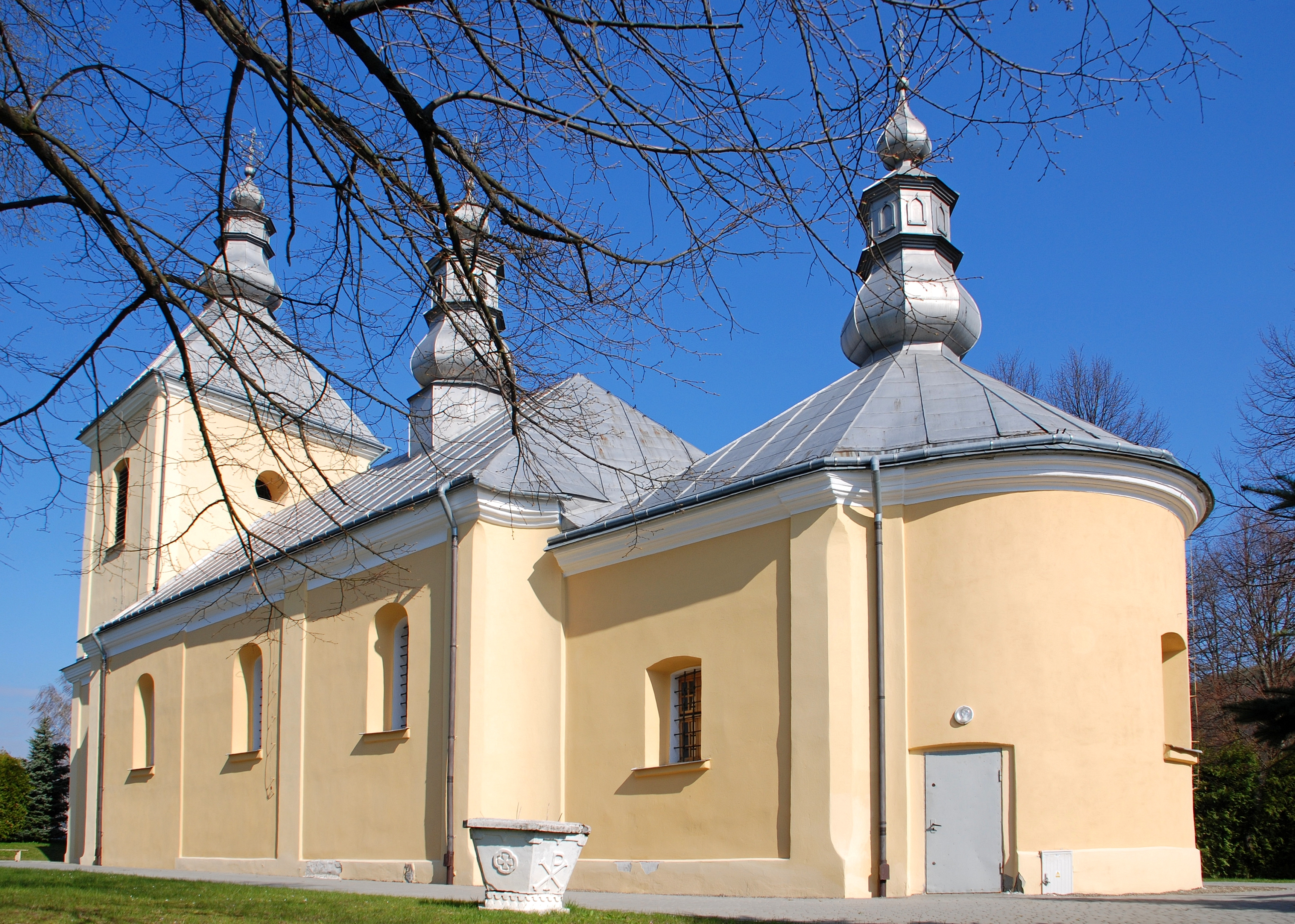
Ehemalige griechisch-katholische Kirche

## Geographie
Der Ort liegt am Bach Panna in den Niederen Beskiden, im sogenannten Lemkenland. Die Nachbarorte sind Trzciana im Norden, Zawadka Rymanowska im Nordosten, Daliowa im Osten, Barwinek und Zyndranowa im Süden, sowie Mszana und die verlassenen Dörfer Smereczne und Wilszna im Westen.

## Geschichte
Der Ort liegt auf einem alten Handelsweg nach Ungarn über den Duklapass. Er wurde wahrscheinlich nach deutschem Recht von der Familie Kobylański gegründet, aber wurde erst im Jahr 1486 urkundlich erwähnt, als er von Jakub von Dukla an Jakub von Międzygórze verpfändet wurde. Der besitzanzeigende Name ist wahrscheinlich vom deutschen Personennamen Til abgeleitet. Vor dem Jahr 1537 wurde das Privileg für Errichtung der orthodoxen Kirche verliehen.
Das Dorf im Kreis Biecz der Woiwodschaft Krakau gehörte danach verschiedenen Besitzern. Bei der Ersten Teilung Polens kam Tylawa 1772 zum neuen Königreich Galizien und Lodomerien des habsburgischen Kaiserreichs (ab 1804). Im 19. Jahrhundert gehörte es mit Barwinek zur Familie Thonet aus Wien, die ein von ihnen stark ausgebautes Sägewerk in Tylawa betrieb. Die mehrheitlich lemkische Bevölkerung (1880: 851 Einwohner, 802 Griechisch-Katholiken, 22 Römisch-Katholiken, 1 Protestant, 26 Juden) stellte auch über eine Million Dachschindeln pro Jahr her, es gab auch viele Handwerker. Im Ersten sowie später im Zweiten Weltkrieg wurde das Dorf zum großen Teil von Truppen zerstört, weil es in der Nähe des strategisch wichtigen Duklapasses lag.
1918, nach dem Ende des Ersten Weltkriegs und dem Zusammenbruch der k.u.k. Monarchie, kam Tylawa zu Polen. Im Jahr 1926 wurde das Dorf zum Ort der ersten von zahlreichen Konversionen im Lemkenland von griechisch-katholisch zu orthodox, die als das Schisma von Tylawa bekannt wurde. Der örtliche griechisch-katholische Priester änderte in der Liturgie in einem Satz das traditionell benutzte Wort prawosławnyj auf prawowirnyj, um sich von der russophilen Bewegung zu distanzieren. Die Bevölkerung veranstaltete am 16. November eine Protestkundgebung und entschied über Änderung der Konfession. Weitere Orte nahmen sich an Tylawa ein Beispiel, und das Schisma umfasste später etwa 40 lemkische Dörfer mit rund 20.000 Bewohnern (1939 um 15 % der allen Lemken). Die alte Kirche blieb griechisch-katholisch, obwohl nur von einzelnen Bewohnern genutzt. Bei einem Einbruch im Pfarrhaus am 4. August 1927 wurde der griechisch-katholische Priester von örtlichen Frauen fast getötet. Die orthodoxe Bevölkerung musste eine eigene orthodoxe provisorische Kirche bauen.
Im Zweiten Weltkrieg gehörte der Ort zum Distrikt Krakau im Generalgouvernement. Im Herbst 1944 griffen die örtlichen lemkisch-sowjetischen Partisanen die Deutschen am Berg Diurcz an. Als Rache dafür erschossen die Besatzer dort 20 Kommunisten aus dem Gefängnis in Jasło. Im Jahr 1945 emigrierte ein Dutzend der lemkischen Familien freiwillig in die Sowjetunion. 1947 wurde der Rest der Lemken im Rahmen der Aktion Weichsel vertrieben, nur 31 Personen kehrten in den Jahren 1956 bis 1958 zurück.
Von 1975 bis 1998 gehörte Tylawa zur Woiwodschaft Krosno.